# 長絲拉蒙特鯰
長絲拉蒙特鯰，為輻鰭魚綱鯰形目甲鯰科的其中一種，為溫帶淡水魚，分布於南美洲亞馬遜河西部流域，體長可達16.7公分，棲息在底層水域，生活習性不明。

## 扩展阅读
維基物種上的相關：長絲拉蒙特鯰